# Elfred Kumm
Karl Elfred Kumm, född 28 januari 1908 i Enköping, död 17 november 1984 i Solna, var en svensk författare och översättare. Från 1953 skrev han sig Karl Elfred Kumm. Han var bror till Evert Kumm.
Kumm var också med och bildade Riksföreningen mot Reumatism (idag Reumatikerförbundet) 1945.